# Музлоне
Музлоне је насеље у Италији у округу Бреша, региону Ломбардија.
Према процени из 2011. у насељу је живело 67 становника. Насеље се налази на надморској висини од 485 м.